# Joachim Casper
Joachim Casper (* 1. Juli 1959 in Mannheim) ist ein ehemaliger deutscher Eishockeytorwart. Er war Torhüter beim Mannheimer ERC.

## Laufbahn
Casper spielte von 1978 bis 1992 mit zweijähriger Unterbrechung insgesamt 12 Jahre bei dem Mannheimer ERC in der Eishockey-Bundesliga. In der
Saison 1979/80 wurde er mit der Mannschaft aus Mannheim unter Trainer Heinz Weisenbach Deutscher Eishockeymeister. Casper kam im Laufe der Jahre überwiegend als Ersatzmann von Erich Weishaupt und Josef Schlickenrieder zum Einsatz. 1992 beendete er seine Laufbahn, spielte allerdings drei Jahre später nochmals vier Spiele für die Adler Mannheim in der DEL.